# Hoffmannia gesnerioides
Hoffmannia gesnerioides är en måreväxtart som först beskrevs av Oerst., och fick sitt nu gällande namn av Carl Ernst Otto Kuntze. Hoffmannia gesnerioides ingår i släktet Hoffmannia och familjen måreväxter. Inga underarter finns listade i Catalogue of Life.